# Nużeniec ludzki
Nużeniec ludzki (Demodex folliculorum) – zwykle komensalny, lecz czasem pasożytniczy roztocz. W osłabionym organizmie może wywoływać chorobę zwaną nużycą.
Wielkość jego ciała wynosi 0,3–0,4 mm długości, przy czym samiec jest mniejszy od samicy. Jest on robakowato wydłużony o obłym kształcie ciała, białawy lub żółtawy, z długim wtórnie pierścieniowatym odwłokiem. W tylnej części ciała jest zwężony, natomiast w przedniej części ciała ma 4 pary odnóży, sztylecikowe szczękoczułki (chelicery) i nogogłaszczki (pedipalpy). Ciało nużeńca jest okrężnie bruzdkowane.
Cykl rozwojowy pasożyta trwa 18–24 dni. Zapłodniona samica znosi 20–24 jaj. Z jaj wylegają się larwy, z których powstają nimfy podobne do osobników dorosłych. Larwa ma 3 pary odnóży krocznych. Przednia część jego ciała tkwi w tkance, tylna część charakterystycznie sterczy.
Osobniki żerują aktywnie nocą, za dnia wgryzając się głębiej w skórę. Bytuje on w gruczołach łojowych skóry człowieka i torebkach włosowych, wywołując chorobę zwaną nużycą, która przejawia się w postaci ropiejących krost.
Ten pasożyt jest bardzo rozpowszechniony na całym świecie. Odżywia się łojem i przesączem osocza krwi, wydzieliną gruczołów łojowych i komórkami nabłonkowymi. Zwykle nie wywołuje poważnych objawów chorobowych. Może powodować zapalenie gruczołu łojowego lub mieszka włosowego, uniemożliwiając wydzielenie łoju. Objawem jest miejscowa gorączka, stan zapalny, ból i powstanie ropnia. Wrażliwe osoby odczuwają lekkie swędzenie skóry w miejscach przebywania nużeńców, zwłaszcza gdy te aktywnie wnikają w głąb mieszka lub gruczołu łojowego. Przyczynia się do powstawania wągrów i zaskórników. Odchody nużeńca mogą wywoływać uczulenie i podrażnienie ujścia gruczołów łojowych. Sprzyja zakażeniom bakteryjnym, zwłaszcza w przebiegu trądziku i zapalenia łojotokowego skóry.
Nużeńca można zidentyfikować badaniem mikroskopowym zaskórników lub całych torebek włosowych. Częściej występuje wśród ludności wiejskiej wraz z łojotokiem.
Przenoszony jest wraz z kurzem, przez kontakt bezpośredni z osobą zarażoną, przez stosowanie tych samych przyborów kosmetycznych, ręczników i ubrań. Profilaktyka polega na utrzymywaniu w czystości skóry i ubrań oraz oczyszczeniu skóry z zaskórników za pomocą płynów odkażających i peelingu.